# 東京都の観光地

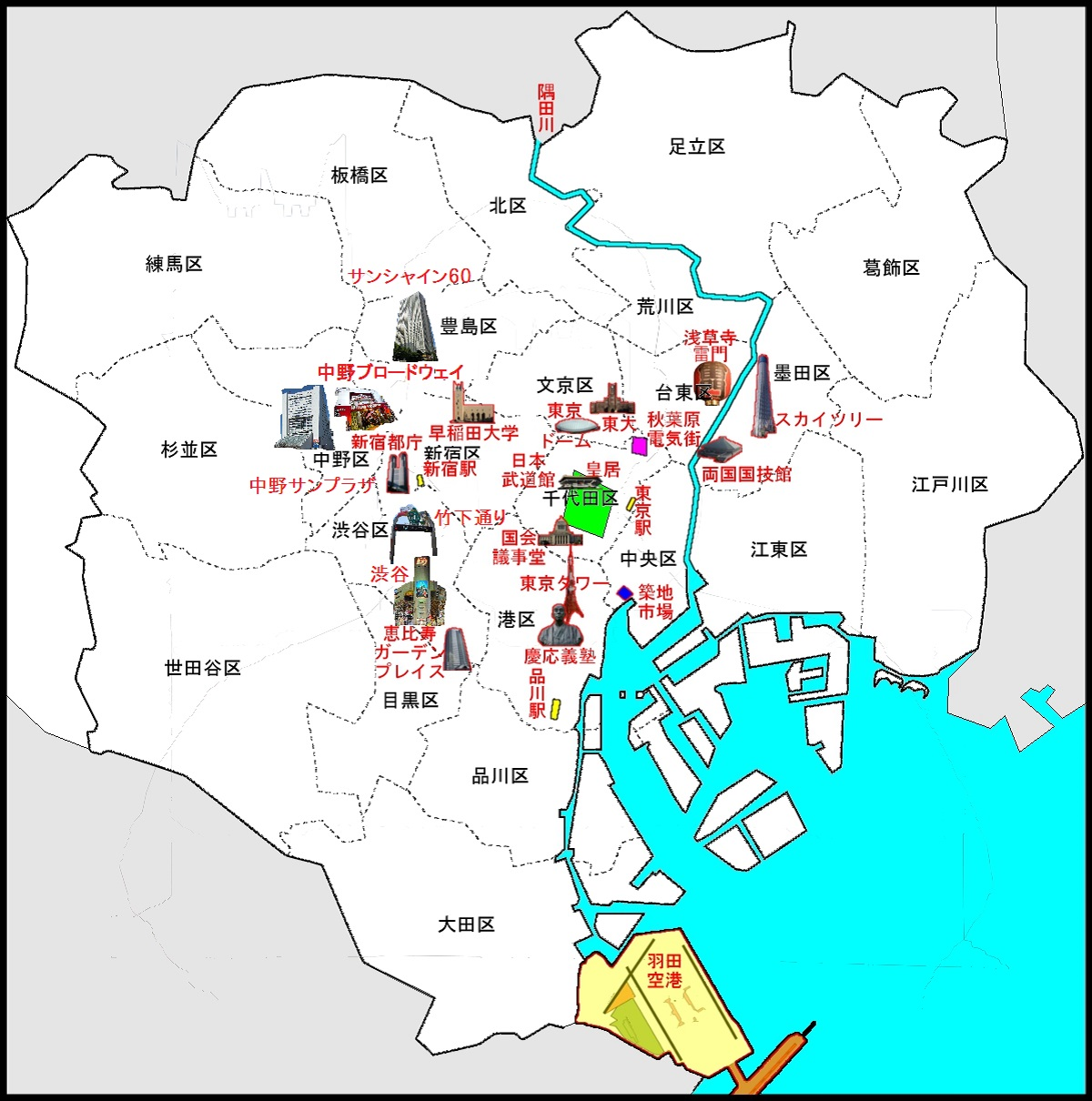
東京都区部の観光地図

東京都の観光地（とうきょうとのかんこうち）では、東京都（区部・多摩地域・島嶼部）にある主要な観光地について述べる。

## 対象別

### 文化財等

#### 世界遺産
- ル・コルビュジエの建築作品-近代建築運動への顕著な貢献-
  - 国立西洋美術館
- 小笠原諸島
  - 北ノ島
  - 聟島
  - 媒島
  - 嫁島
  - 弟島
  - 兄島
  - 父島の一部
  - 西島
  - 東島
  - 南島
  - 父島列島周辺海域
  - 母島の一部
  - 向島
  - 平島
  - 姪島
  - 姉島
  - 妹島
  - 母島列島周辺海域
  - 北硫黄島
  - 南硫黄島
  - 西之島

- 国立西洋美術館
- 南島

#### 国の名勝
- 旧朝倉文夫氏庭園（台東区）
- 旧芝離宮庭園（港区）
- 旧古河氏庭園（北区）
- 小石川植物園（御薬園跡および養生所跡）（文京区）
- 小金井（サクラ）（小金井市・小平市・武蔵野市・西東京市）
- 向島百花園（墨田区）
- 伝法院庭園（台東区）
- 殿ヶ谷戸庭園（随冝園）（国分寺市）
- 懐徳館庭園（旧加賀藩主前田氏本郷本邸庭園）（文京区）
- 横山大観旧宅及び庭園（台東区）

特別名勝
- 小石川後楽園（文京区）
- 旧浜離宮庭園（中央区）
- 六義園（文京区）

- 六義園
- 旧浜離宮庭園
- 小石川後楽園
- 旧古河氏庭園

#### 特別天然記念物
- 大島のサクラ株

- 大島のサクラ株

#### 重要文化的景観
- 葛飾柴又の文化的景観

#### 重要文化財・史跡等
特別史跡
- 旧浜離宮庭園
- 江戸城跡
- 小石川後楽園

- 江戸城跡（皇居正門石橋）
- ニコライ堂
- 寛永寺
- 大森貝塚

#### 登録記念物
- 牧野記念庭園（牧野富太郎宅跡）
- 国立西洋美術館園地
- 菊池氏茶室（礀居）庭園

- 牧野記念庭園
- 国立西洋美術館園地

#### 文化施設
博物館・美術館
水族館
- サンシャイン水族館
- 板橋区立熱帯環境植物館
- アクアパーク品川
- しながわ水族館
- 足立区生物園
- すみだ水族館
- 葛西臨海水族園
- 井の頭自然文化園付属水生物館
- 小笠原海洋センター
- 小さな水族館

- 東京国立博物館
- 国立科学博物館
- 三菱一号館美術館
- サンシャイン水族館

### 公園等

#### 国立・国定・国営公園
- 国立公園
  - 秩父多摩甲斐国立公園
  - 富士箱根伊豆国立公園
  - 小笠原国立公園
- 国定公園
  - 明治の森高尾国定公園
- 国営公園
  - 昭和記念公園
  - 東京臨海広域防災公園

- 秩父多摩甲斐国立公園
（御岳山）
- 富士箱根伊豆国立公園
（三宅島）
- 明治の森高尾国定公園
（高尾山）
- 昭和記念公園

#### 都立自然公園
- 東京都立滝山自然公園
- 東京都立高尾陣場自然公園
- 東京都立多摩丘陵自然公園
- 東京都立狭山自然公園
- 東京都立羽村草花丘陵自然公園
- 東京都立秋川丘陵自然公園

- 東京都立高尾陣場自然公園
（景信山）
- 東京都立狭山自然公園
（村山貯水池）

#### 都立都市公園
文化的庭園
- 旧岩崎邸庭園
- 旧芝離宮恩賜庭園
- 旧古河庭園
- 清澄庭園
- 小石川後楽園
- 殿ヶ谷戸庭園
- 浜離宮恩賜庭園
- 向島百花園
- 六義園

その他の公園
- 青山公園
- 赤塚公園
- 上野恩賜公園
- 宇喜田公園
- 浮間公園
- 大泉中央公園
- 大島小松川公園
- 尾久の原公園
- 葛西臨海公園
- 亀戸中央公園
- 砧公園
- 木場公園
- 駒沢オリンピック公園
- 猿江恩賜公園
- 汐入公園
- 潮風公園
- 篠崎公園
- 芝公園
- 石神井公園
- 城北中央公園
- 善福寺川緑地
- 善福寺公園
- 祖師谷公園
- 台場公園
- 東京臨海広域防災公園
- 舎人公園
- 戸山公園
- 中川公園
- 東綾瀬公園
- 東白鬚公園
- 光が丘公園
- 日比谷公園
- 水元公園
- 明治公園
- 夢の島公園
- 横網町公園
- 代々木公園
- 林試の森公園
- 蘆花恒春園
- 和田堀公園
- 秋留台公園
- 井の頭恩賜公園
- 大戸緑地
- 小山内裏公園
- 小山田緑地
- 小金井公園
- 小宮公園
- 桜ヶ丘公園
- 狭山公園
- 狭山・境緑道
- 浅間山公園
- 滝山公園
- 玉川上水緑道
- 長沼公園
- 野川公園
- 野山北・六道山公園
- 八国山緑地
- 東伏見公園
- 東村山中央公園
- 東大和公園
- 東大和南公園
- 平山城址公園
- 府中の森公園
- 武蔵国分寺公園
- 武蔵野公園
- 武蔵野中央公園
- 武蔵野の森公園
- 陵南公園
- 六仙公園
- 大神山公園

- 旧芝離宮恩賜庭園
- 向島百花園
- 井の頭恩賜公園
- 葛西臨海公園

#### 大型公園・動物園・植物園・遊園地
大型公園
動物園・植物園・遊園地・エンターテインメント施設
- 恩賜上野動物園
- 多摩動物公園
- 井の頭自然文化園
- 大島公園動物園
- 羽村市動物公園
- 江戸川区自然動物園
- 足立区生物園
- 板橋区立赤塚植物園
- 板橋区立熱帯環境植物館
- 新宿御苑
- 渋谷区ふれあい植物センター
- 夢の島熱帯植物館
- 東京都薬用植物園
- 神代植物公園
- 多摩森林科学園
- 練馬区立温室植物園
- 国立科学博物館付属自然教育園
- 国分寺万葉植物園
- 東京都薬用植物園
- 浅草花やしき
- あらかわ遊園
- 東京ドームシティアトラクションズ
- ラクーア
- アクアパーク品川
- 東京サマーランド
- ワーナー ブラザース スタジオツアー東京 – メイキング・オブ・ハリー・ポッター
- よみうりランド
- ナムコ・ナンジャタウン
- 東京ジョイポリス
- サンリオピューロランド

- 恩賜上野動物園
- 多摩動物公園
- 夢の島熱帯植物館
- 浅草花やしき

#### 恋人の聖地
- アクアシティお台場
- サンリオピューロランド
- 六本木ヒルズ展望台 / 東京シティビュー
- 東京スカイツリー・浅草連絡歩道橋 すみだリバーウォーク

- アクアシティお台場
- サンリオピューロランド
- 六本木ヒルズ

### 祭事・行事等
江戸三大祭り
- 深川祭
- 神田祭
- 山王祭

その他
- 三社祭
- 隅田川花火大会
- 浅草サンバカーニバル
- したまちコメディ映画祭in台東
- 下町七夕まつり
- 入谷朝顔まつり
- 西恋山イルミネーション
- 目黒川みんなのイルミネーション
- 目黒のさんま祭り
- OTAふれあいフェスタ
- ボロ市
- 神宮外苑花火大会
- 原宿表参道元氣祭り・スーパーよさこい
- 中野にぎわいフェスタ
- 阿佐谷七夕まつり
- 北区花火会
- 赤羽馬鹿祭り
- 板橋の田遊び
- いたばし花火大会
- 関のボロ市
- 葛飾納涼花火大会
- 葛西囃子
- 八王子まつり
- 八王子いちょう祭り
- 立川まつり国営昭和記念公園花火大会
- 吉祥寺音楽祭
- 吉祥寺秋まつり
- 吉祥寺アニメワンダーランド
- 青梅大祭
- 調布市花火大会
- 深大寺鬼燈まつり
- キネコ国際映画祭
- 調布音楽祭
- 福生七夕まつり
- TAMA CINEMA FORUM
- ヨルイチ
- 西東京市民映画祭
- 鳳凰の舞
- 小河内の鹿島踊

- 深川祭
- 神田祭
- 山王祭
- 三社祭

## 地域別

### 東京都区部

#### 都心地域
- 千代田区 - 東京駅、靖国神社、丸の内ビルディング、日比谷公園、日本武道館、東京大神宮、秋葉原電気街、ホテルニューオータニ日本庭園、東京国際フォーラム、皇居外苑、三菱一号館美術館、国会議事堂、帝国劇場、神田明神、皇居東御苑、神田古書店街、有楽町マリオン、日枝神社、二重橋、国立国会図書館、国立劇場、東京国立近代美術館、和田倉噴水公園、科学技術館、桜田門、東京キャラクターストリート、カトリック神田教会、北の丸公園、相田みつを美術館、日比谷シャンテ、柳森神社、KITTE丸の内（インターメディアテクなど）、南町奉行所跡、出光美術館、ニコライ堂、神田の家、千鳥ヶ淵、東京宝塚劇場、将門塚、楠木正成像、東京ステーションギャラリー、日比谷公会堂、国立公文書館、神田スポーツ用品街、築土神社、赤坂見附、千鳥ヶ淵戦没者墓苑、清水谷公園、東京ミッドタウン日比谷、明治大学博物館、竹橋、聖イグナチオ教会、外濠公園、神田カレーグランプリ、神田祭、山王祭
- 中央区 - 築地場外市場、歌舞伎座、日本橋・日本国道路元標、水天宮、築地本願寺、Ginza Sony Park、浜離宮恩賜庭園、住吉神社、GINZA SIX、三井記念美術館、凧の博物館、日本銀行本店、浜町公園、勝どき橋、聖路加ガーデン、石川島公園、晴海トリトン、小網神社、佃島、貨幣博物館、京橋エドグラン、晴海ふ頭、銀座四丁目交差点、清洲橋、明治座、KIRARITO GINZA、永代橋、東京証券取引所、波除稲荷神社、警察博物館、アーティゾン美術館
- 港区 - 東京タワー、お台場（お台場海浜公園、アクアシティお台場、フジテレビ、レゴランド・ディスカバリー・センター東京など)、シンフォニー東京湾クルーズ、アクアパーク品川、六本木ヒルズ（森美術館など）、増上寺、根津美術館、東京ジョイポリス、東京ミッドタウン、国立新美術館、泉岳寺、サントリーホール、八芳園、岡本太郎記念館、赤坂サカス、迎賓館、アニヴェルセル表参道、汐留シオサイト、世界貿易センター、サントリー美術館、旧新橋停車場鉄道歴史展示室、愛宕神社、ニュー新橋ビル、旧芝離宮恩賜庭園、国立科学博物館附属自然教育園、日本の酒情報館、有栖川宮記念公園、アド・ミュージアム東京、デックス東京ビーチ（レゴランド・ディスカバリー・センター東京など）、芝公園、日本テレビ、レインボーブリッジ、パナソニック汐留美術館、アークヒルズ、芝大神宮、東京ジョイポリス、秩父宮ラグビー場、TOTOギャラリー・間、烏森神社、豊川稲荷東京別院、氷川神社 (東京都港区赤坂)、乃木神社、善福寺、虎ノ門金刀比羅宮、一ツ木通り、カレッタ汐留、森アーツセンターギャラリー、品川インターシティ、ウイング高輪、NHK放送博物館、骨董通り、芋洗坂、スパイラルビル、台場公園、FUJIFILM SQUARE、青山霊園、乃木公園、Hondaウエルカムプラザ青山、畠山記念館、霊南坂教会、大倉集古館、TBSテレビ、松岡美術館、お台場レインボー花火、麻布十番納涼祭り、赤穂義士祭
- 渋谷区 - 明治神宮、表参道、恵比寿ガーデンプレイス、渋谷ヒカリエ（川本喜八郎人形ギャラリーなど）、竹下通り、代々木公園、表参道ヒルズ、ハチ公像、アトレ恵比寿、渋谷スクランブル交差点、東京ジャーミィ、渋谷マークシティ、モヤイ像、Bunkamura、バスタ新宿、NHKホール、道玄坂、太田記念美術館、渋谷区立松濤美術館、代々木第一体育館、宮益坂、ファイヤー通り、鍋島松濤公園、長泉寺、恵比寿麦酒記念館、東京体育館、代々木八幡宮、QFRONT、新国立劇場、白根記念渋谷区郷土博物館・文学館、東郷神社、渋谷公園通り、国連大学本部ビル、金王八幡宮、代官山アドレス、ヒルサイドテラス、国立能楽堂、戸栗美術館、ブラームスの小径、NTTドコモ代々木ビル時計塔、渋谷スクランブルスクエア、アトレ恵比寿、原宿表参道元氣祭り・スーパーよさこい
- 新宿区 - 新宿御苑、東京都庁舎、明治神宮外苑、神楽坂、ルミネtheよしもと、新大久保コリアタウン、花園神社、ゴールデン街、新宿アルタ、SOMPO美術館、新宿中央公園、東京おもちゃ美術館、稲荷鬼王神社、テルマー湯、四季の路、草間彌生美術館、NEWoMan、善國寺、新宿文化センター、学習院旧正門、須賀神社、Flags、熊野神社、全龍寺、末広亭、新宿アイランドタワー、聖徳記念絵画館、穴八幡宮、消防博物館、皆中稲荷神社、市ヶ谷フィッシュセンター、東京オペラシティアートギャラリー、時の鐘 (新宿区四谷)、外濠公園、戸山公園、法善寺、東京グローブ座、早稲田大学坪内博士記念演劇博物館、神宮バッティングドーム、來迎寺、薬王院、林芙美子記念館、神宮外苑花火大会
- 文京区 - 東京ドーム・野球殿堂博物館、湯島天満宮、東京ドームシティアトラクションズ、根津神社、小石川後楽園、六義園、椿山荘、東京大学、東京カテドラル聖マリア大聖堂、関口芭蕉庵、桜木神社、文京シビックセンター、肥後細川庭園、湯島聖堂、東洋文庫、ファーブル昆虫館、護国寺、永青文庫、白山神社、菊富士ホテル跡、日本サッカーミュージアム、弥生美術館、鳩山会館、占春園、伝通院、切支丹屋敷跡、文京区立森鴎外記念館、小石川植物園、教育の森公園、竹久夢二美術館、東京都水道歴史館、源覚寺、吉祥寺、印刷博物館、日本女子大学、西教寺、文京つつじまつり

- 靖国神社
- 東京タワー
- 明治神宮
- 新宿御苑

#### 城東
- 台東区 - 浅草寺、上野恩賜公園（恩賜上野動物園、不忍池、東京都美術館、国立西洋美術館、西郷隆盛像、上野の森美術館、東京文化会館、彰義隊戦士之墓、下町風俗資料館、東京芸術大学大学美術館、時の鐘、寛永寺・徳川家霊廟）、国立科学博物館、東京国立博物館、アメヤ横丁、花やしき、谷中銀座商店街、今戸神社、国際子ども図書館、世界のカバン博物館、ABAB UENO、徳大寺、上野東照宮、飛不動尊、旧博物館動物園駅、浅草神社、桜橋、浅草演芸ホール、江戸たいとう伝統工芸館、かっぱ橋道具街、谷中霊園、浅草文化観光センター、隅田公園、鈴本演芸場、旧岩崎邸庭園、鷲神社、黒田記念館、表慶館、横山大観記念館、鳥越神社、東本願寺、朝倉彫塑館、旧因州池田屋敷表門、本龍院、全生庵、スターの広場、隅田川花火大会、浅草サンバカーニバル、入谷朝顔まつり、うけらの神事、三社祭、下町七夕まつり、東京時代まつり
- 墨田区 - 東京スカイツリー、東京ソラマチ（すみだ水族館など）、江戸東京博物館、すみだ北斎美術館、吾妻橋、両国国技館、リバーピア吾妻橋、錦糸公園、円通寺、アサヒビール本社ビル、押上天祖神社、両国橋、すみだトリフォニーホール、東京スカイツリータウン（コニカミノルタプラネタリウム“天空”in東京スカイツリータウンなど）、言問橋、旧安田庭園、回向院、香取神社、牛嶋神社、駒形橋、東武博物館、横網町公園、相撲博物館、向島百花園、本所松坂町公園、白鬚神社、隅田公園、厩橋、両国花火資料館、桜橋、長命寺、正福寺、セイコーミュージアム、隅田川花火大会
- 江東区 - キッザニア東京、ダイバーシティ東京、日本科学未来館、東京ビッグサイト、亀戸天神社、砂町銀座商店街、清澄庭園、富岡八幡宮（横綱力士碑など）、東京ゲートブリッジ、深川不動堂、木材・合板博物館、木場公園、亀戸中央公園、田河水泡・のらくろ館、大島小松川公園、夢の島公園、霊巌寺、東京都現代美術館、深川江戸資料館、深川東京モダン館、夢の大橋、ガスの科学館、Zepp Tokyo、猿江恩賜公園、東京都水の科学館、深川公園、東京辰巳国際水泳場、洲崎神社、若洲公園、夢の島熱帯植物館、東京都立第五福竜丸展示館、横十間川親水公園、芭蕉記念館、チームラボプラネッツ TOKYO DMM.com、深川祭
- 葛飾区 - 柴又帝釈天、こち亀銅像、葛飾区郷土と天文の博物館、水元公園、医王寺、フーテンの寅像、熊野神社、立石様、荒川、かつしかシンフォニーヒルズ、江戸川堤、矢切の渡し、亀有銀座商店街、立石仲見世商店街、山本亭、テクノプラザかつしか、葛飾柴又寅さん記念館、山田洋次ミュージアム、上千葉砂原公園、万福寺、曳舟川親水公園、堀切菖蒲園、柴又公園、寅さんの碑、水元さくら堤、香取神社、葛飾納涼花火大会
- 江戸川区 - 葛西臨海公園（葛西臨海水族園、ダイヤと花の大観覧車など）、地下鉄博物館、行船公園、江戸川区自然動物園、春花園BONSAI美術館、篠崎公園（江戸川花火大会）、古川親水公園、小岩菖蒲園、船堀タワー、新川千本桜、一之江名主屋敷、影向のマツ（善養寺）

- 浅草寺
- 東京スカイツリー
- 富岡八幡宮
- 柴又帝釈天

#### 城西
- 世田谷区 - 松陰神社、キャロットタワー、二子玉川公園、駒沢オリンピック公園、長谷川町子美術館、「食と農」の博物館、等々力渓谷、本多劇場、世田谷公園、世田谷文学館、実相院、砧公園、世田谷区たまがわ花火大会、世田谷パン祭り、ボロ市
- 中野区 - 実相院、中野の犬屋敷、中野サンプラザ、なかのZERO、中野ブロードウェイ、中野サンモール、哲学堂公園、多田神社、平和の森公園、氷川神社 (中野区東中野)、氷川神社 (中野区江古田)、蓮華寺 (中野区大和町)、東光寺、氷川神社 (中野区沼袋)、慈眼寺、鷺宮八幡神社、新井薬師
- 杉並区 - 美しの湯、阿佐ヶ谷神明宮、大田黒公園、武蔵野温泉なごみの湯、杉並アニメーションミュージアム、大宮八幡宮、井草八幡宮、つり堀武蔵野園、蚕糸の森公園、善福寺川緑地、妙法寺、和田堀公園、善福寺公園、阿佐谷七夕まつり、東京高円寺阿波おどり
- 練馬区 - 光が丘公園、としまえん、東神社、武蔵野稲荷神社、平成つつじ公園、石神井公園、ちひろ美術館・東京、城北中央公園、大泉中央公園、練馬区立美術館

- 等々力渓谷
- 中野サンプラザ
- 善福寺川緑地
- 石神井公園

#### 城南
- 品川区 - しながわ区民公園（しながわ水族館など）、天王洲アイル、戸越銀座、鈴ヶ森刑場跡、大森貝塚、大井競馬場、戸越公園、ゲートシティ大崎、潮風公園、品川神社、品川寺、池田山公園、一心寺、原美術館、大井囃子
- 目黒区 - 東京都写真美術館、目黒川、駒場公園（旧前田侯爵邸など）、林試の森公園、目黒寄生虫館、東山公園、八雲氷川神社、すずめのお宿緑地公園、めぐろ歴史資料館、大鳥神社、目黒区美術館、瀧泉寺、ラ・ヴィータ、目黒天空庭園、碑文谷公園、日本民藝館、西郷山公園、中目黒公園、目黒区総合庁舎、正覚寺、郷さくら美術館、日本近代文学館、祐天寺、熊野神社、サレジオ教会、五百羅漢寺、めぐろパーシモンホール、カトリック碑文谷教会、アクセサリーミュージアム、自由が丘女神まつり
- 大田区 - 羽田空港、HANEDA INNOVATION CITY、羽田エアポートガーデン、穴守稲荷神社、穴守稲荷神社旧一の大鳥居、羽田航空神社、城南島海浜公園、多摩川台公園、羽田クロノゲート、洗足池公園、池上本門寺、光明寺、萩中公園、平和の森公園（大森海苔のふるさと館など）、大森貝塚、京浜島つばさ公園、萬福寺、大田区民ホール・アプリコ、東京港野鳥公園、大田区産業プラザ、多摩川浅間神社、御嶽神社 (大田区北嶺町)、池上梅園、桜坂、大田区民プラザ、平和島公園

- しながわ水族館
- 穴守稲荷神社
- 目黒川
- 池上本門寺

#### 城北
- 豊島区 - サンシャインシティ（サンシャイン水族館、コニカミノルタプラネタリウム満天 in Sunshine City、サンシャイン60展望台など）、巣鴨地蔵通り商店街、ナンジャタウン、浅間神社、サンシャイン60通り、池袋西口公園、法明寺鬼子母神堂、池袋防災館、雑司が谷旧宣教師館、とげぬき地蔵、東京芸術劇場、南池袋公園、豊島区立郷土資料館、池袋の森、目白庭園、真性寺、古代オリエント博物館、巣鴨庚申塚、本妙寺、雑司ヶ谷霊園、池袋演芸場、としま産業振興プラザ
- 北区 - 飛鳥山公園（北区飛鳥山博物館、紙の博物館など）、音無親水公園、十条銀座、渋沢史料館、北区防災センター、旧古河庭園、名主の滝公園、味の素フィールド西が丘、西ヶ原一里塚、滝野川公園、王子神社、王子稲荷神社、近藤勇と新選組隊士供養塔、清水坂公園、北区立中央図書館、北区花火会、赤羽馬鹿祭り、王子神社の田楽
- 荒川区 - 日暮里繊維街、あらかわ遊園、小塚原刑場跡、夕やけだんだん、荒川自然公園、円通寺、都電荒川線沿線のバラ、汐入公園
- 板橋区 - 赤塚諏訪神社、龍福寺、志村一里塚、薬師の泉庭園、赤塚植物園、板橋区立教育科学館、東京都立赤塚公園、乗蓮寺、浮間公園、板橋、板橋区立熱帯環境植物館、荒川戸田橋緑地、いたばし花火大会、板橋の田遊び
- 足立区 - 石洞美術館、舎人公園、西新井大師、足立区生物園、元渕江公園、ギャラクシティ、都市農業公園、見沼代親水公園

- サンシャインシティ
- 飛鳥山公園
- あらかわ遊園
- 西新井大師

### 多摩地域

#### 北多摩
- 立川市 - 国営昭和記念公園、諏訪神社 (立川市柴崎町)、玉川上水緑道、国立極地研究所南極・北極科学館、立川防災館、矢川緑地、ファーレ立川、立川まつり国営昭和記念公園花火大会
- 武蔵野市 - 井の頭恩賜公園（井の頭自然文化園など）、武蔵野八幡宮、吉祥寺シアター、武蔵野プレイス、武蔵野公会堂、武蔵野市民文化会館、吉祥寺秋まつり
- 三鷹市 - 三鷹の森ジブリ美術館、井の頭恩賜公園（井の頭池など）、三鷹市美術ギャラリー、近藤勇の墓、国立天文台、野川公園、大沢の里公園
- 府中市 - 大國魂神社・馬場大門のケヤキ並木、サントリー東京・武蔵野ブルワリー、多磨霊園、JRA競馬博物館、府中市美術館、武蔵野公園、府中市郷土の森公園（府中市郷土の森博物館など）、府中桜通り、府中公園通り、くらやみ祭り、関戸橋フリーマーケット
- 昭島市 - モリパーク アウトドアヴィレッジ、昭和の森、昭和公園、国営昭和記念公園（レインボープールなど）
- 調布市 - 深大寺、味の素スタジアム、鬼太郎茶屋、神代植物公園、天神通り商店街、トリエ京王調布、京王フローラルガーデンアンジェ、野川公園、布多天神社、調布市花火大会、深大寺鬼燈まつり
- 小金井市 - 江戸東京たてもの園、小金井公園
- 小平市 - 日枝神社、小平ふるさと村、小平市平櫛田中彫刻美術館、玉川上水、五日市街道、鎌倉街道、ふれあい下水道館、小平中央公園、小平霊園
- 東村山市 - 小平霊園、北山公園
- 国分寺市 - 武蔵国分寺跡、姿見の池、武蔵国分寺公園、お鷹の道・真姿の池湧水群、殿ヶ谷戸庭園
- 国立市 - 谷保天満宮、大学通り、一橋大学、桜通り
- 狛江市 - 泉龍寺、伊豆美神社、狛江・多摩川花火大会、多摩川いかだレース
- 東大和市 - 多摩湖、塩釜神社、高木神社、東大和南公園、熊野神社、八幡神社
- 清瀬市 - 日枝神社、円通寺
- 東久留米市 - 竹林公園、宝泉寺、南沢獅子舞
- 武蔵村山市 - 野山北・六道山公園
- 西東京市 - 多摩六都科学館、田無神社、東伏見アイスアリーナ、東伏見稲荷神社、総持寺

- 三鷹の森ジブリ美術館
- 大國魂神社
- 深大寺
- 大学通り

#### 南多摩
- 八王子市 - 高尾山（高尾山ケーブルカーなど）、八王子城跡、景信山、夕やけ小やけふれあいの里、東京富士美術館、八王子市郷土資料館、道の駅八王子滝山、八王子いちょう祭り、八王子まつり
- 町田市 - 町田リス園、スヌーピーミュージアム、尾根緑道、町田市立国際版画美術館、町田市立陸上競技場、薬師池公園、小山内裏公園
- 日野市 - 多摩動物公園、高幡不動尊、京王れーるランド、京王百草園、新選組のふるさと歴史館、八坂神社、土方歳三資料館、ひの新選組まつり
- 多摩市 - サンリオピューロランド、パルテノン多摩、アクアブルー多摩、せいせき多摩川花火大会
- 稲城市 - よみうりランド、若葉台公園、上谷戸親水公園、コーチャンフォー若葉台店

- 夕やけ小やけふれあいの里
- 町田市立国際版画美術館
- 高幡不動尊
- よみうりランド

#### 西多摩
- 青梅市 - 愛宕神社 (青梅市柚木)、住吉神社、御岳山（御岳登山鉄道など）、青梅鉄道公園、昭和幻燈館、武蔵御嶽神社、玉堂美術館、奥多摩フィッシングセンター、小澤酒造、御岳渓谷、安楽寺、日の出山、塩船観音寺、吉野梅郷、昭和レトロ商品博物館、金剛寺、青梅赤塚不二夫会館、青梅大祭
- 福生市 - 玉川上水、ほたる公園、熊川神社、福生七夕まつり
- 羽村市 - 多摩川、羽村市動物公園、阿蘇神社、根がらみ前水田、羽村取水堰、五ノ神まいまいず井戸
- あきる野市 - 東京サマーランド、二宮神社、秋川渓谷、広徳寺、秋川ファーマーズセンター、大岳鍾乳洞、光厳寺、落合キャンプ場、わんダフルネイチャーヴィレッジ
- 瑞穂町 - 野山北・六道山公園、狭山池公園、耕心館
- 日の出町 - 生涯青春の湯つるつる温泉、日の出山、鳳凰の舞
- 檜原村 - 五社神社、三頭山、大岳山、御前山、払沢の滝、東京都檜原都民の森、神戸岩、小林家住宅
- 奥多摩町 - 奥多摩湖、奥多摩ビジターセンター、御前山、百尋の滝、奥多摩温泉 もえぎの湯、鳩ノ巣渓谷、雲取山、川苔山、大丹波川国際マス釣り場、氷川キャンプ場、日原鍾乳洞、大滝、川井キャンプ場、水根沢キャンプ場、アメリカキャンプ村、東京都立奥多摩湖畔公園 山のふるさと村、小河内の鹿島踊

- 青梅赤塚不二夫会館
- 東京サマーランド
- 奥多摩湖
- 青梅鉄道公園

### 島嶼部
東京都島嶼部の伊豆諸島・小笠原諸島は周りが海であるため、釣りや海水浴、ダイビングのほか、特に小笠原諸島ではホエールウォッチングなど海に関係した観光やレジャーが盛んである。また各島内にある山も観光スポットとして知られ、登山やハイキング、トレッキングの人気もある。
- 大島町
  - 伊豆大島 - 三原山、裏砂漠、波浮港、大島公園動物園、千波地層断面、大島温泉、大島町郷土資料館、伊豆大島火山博物館、椿花ガーデン、筆島、椿祭り
- 利島村
  - 利島 -
- 新島村
  - 新島 - 新島親水公園、湯の浜露天温泉、羽伏浦海岸、間々下海岸、モヤイ像
  - 式根島 - 地鉈温泉
- 神津島村
  - 神津島 - 神津島温泉保養センター、天上山、長浜海水浴場、赤崎遊歩道潮風の道、よたね広場(天体観望)、神津島のかつお釣り行事
- 三宅村
  - 三宅島 - 雄山、三宅島自然ふれあいセンター・アカコッコ館
- 御蔵島村
  - 御蔵島 - ドルフィンウォッチング
- 八丈町
  - 八丈島 - 裏見ヶ滝、八丈植物公園、八丈富士、底土海水浴場、末吉温泉みはらしの湯、南原千畳岩、乙千代ヶ浜海水浴場、ふるさと村、八丈島歴史民俗資料館、八丈島温泉、八丈島灯台
- 青ヶ島村
  - 青ヶ島 - ひんぎゃ
- 小笠原村
  - 父島 - 旭山、大神山神社、南島、小港海岸、コペペ海岸、小笠原海洋センター、大村海岸、ホエールウォッチング
  - 母島 - 前浜、乳房山

- 三原山
- 羽伏浦海岸
- 八丈富士
- 小港海岸とコペペ海岸